# 东王站
东王站是石家庄地铁3号线的地铁车站，位于中华人民共和国河北省石家庄市裕华区塔北路与体育南大街交叉口，于2021年4月6日开通。

## 车站结构
东王站位于塔北路与体育南大街交叉口，沿塔北路呈东西向布置，为地下两层岛式站台车站，车站长219米，标准段宽21.1米，车站地下一层为站厅层，地下二层为站台层，站台设置全高站台门。
| 地面              | 出入口 | B、C、D出入口                                                                                       |
| 地下一层          | 站厅   | 客服中心、自动售票机、验票机                                                                        |
| 地下二层          | 站台   | \| \| \| █ 3号线往西三庄（塔冢） \| \| 島式 · 開左邊车门 \| \| \| \| \| \| █ 3号线往乐乡（南王） \| |
|                   |        | █ 3号线往西三庄（塔冢）                                                                             |
| 島式 · 開左邊车门 |        | |
|                   |        | █ 3号线往乐乡（南王）                                                                               |

## 车站出口
东王站目前开放3个出入口，各出口及周围设施如下所示：
| 出口编号                             | 照片 | 地点                               | 可到达目的地           |
| ------------------------------------ | ---- | ---------------------------------- | ---------------------- |
| 出口 · B · 扶手电梯标志              |      | 塔北路（南侧），体育南大街（东侧） | 世纪佳泰大厦，东王新村 |
| 出口 · C · 扶手电梯标志              |      | 塔北路（南侧），体育南大街（西侧） | 裕翔园，裕华区人民政府 |
| 出口 · D · 升降机标志 · 扶手电梯标志 |      | 塔北路（北侧），体育南大街（西侧） | 龙卡公园               |
| 註： 設有 \| 設有扶手電梯            |      |                                    |                        |

## 接驳交通

### 公交车
- 东王：30路，39路，49路，177路，1001路，公交机场专线1路

## 历史
- 2021年4月6日，本站随3号线一期东段及二期工程通车一同开通[1]。
- 2022年8月28日，受新冠疫情影响，车站暂停运营[3]。9月6日，车站恢复运营[4]。